# Hengelose IJsclub
De Hengelose IJsclub (HIJC) is een Nederlandse schaatsvereniging gevestigd te Hengelo.

## Historie
De Hengelose IJsclub is opgericht op 2 december 1888.
De meer dan 30 trainers van de HIJC geven training op IJsbaan Twente in Enschede aan ruim 500 pupillen, recreanten, langebaan- en marathonrijders. Op IJsbaan Twente organiseert de HIJC verschillende wedstrijden zoals interclubs en het clubkampioenschap.
De club beschikt ook nog over een natuurijsbaan aan de Van Alphenstraat te Hengelo.  
De website van de club wordt bijgehouden door vrijwilligers. In 2025 kreeg de club te maken met een claim van Visual Rights Group voor een bedrag van 419 euro, omdat er op de website in 2021 een foto was geplaatst, waardoor het auteursrecht van een fotograaf van het ANP geschonden zou zijn.

## Bekende rijders
Enkele bekende schaatsers die bij de Hengelose IJsclub hebben geschaatst zijn:
- Pien Keulstra
- Tom Prinsen
- Demian Roelofs
- Jorien Voorhuis